# Ithycythara psila
Ithycythara psila é uma espécie de gastrópode do gênero Ithycythara, pertencente a família Mangeliidae.